# Роунок Рапидс (Северна Каролина)
Роунок Рапидс (енгл. Roanoke Rapids) град је у америчкој савезној држави Северна Каролина.

## Демографија
По попису из 2010. године број становника је 15.754, што је 1.203 (-7,1%) становника мање него 2000. године.
| Група             | 2000.          | 2010.         |
| Белци             | 12.135 (71,6%) | 9.851 (62,5%) |
| Афроамериканци    | 4.218 (24,9%)  | 4.912 (31,2%) |
| Азијати           | 240 (1,4%)     | 267 (1,7%)    |
| Хиспаноамериканци | 179 (1,1%)     | 502 (3,2%)    |
| Укупно            | 16.957         | 15.754        |